# Talma sameby

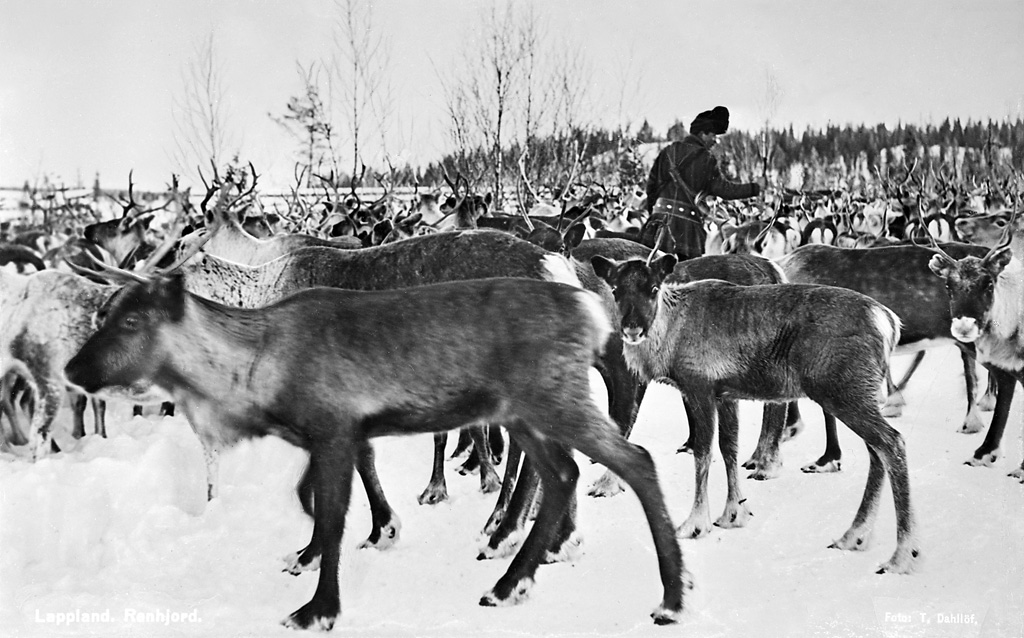
Renskötsel i Jukkasjärvi socken. Fota av Torsten Dahllöf, omkring 1939

Talma sameby är en sameby norr om Torneträsk i Kiruna kommun.
Talma sameby har inget centralviste utan ett antal sommarbostäder i Kattuvuoma och Vuskojaure  öster om Torneträsk. Samebyn ligger i södra delen av Rostu obrutna fjällområde och är den fjärde nordligaste samebyn i Sverige. Den gränsar till Saarivuoma sameby i norr och med Torneträsk och Torne älv till Gabna sameby i söder. Sommarlandet ligger i fjällområdet väster om en linje mellan Laimoluokta och öständan av Leinavatn. Vinterbete sker i områdena öster om Vuolosjärvi, Vittankijärvi och Rienakajärvi i trakten av Vittangi. Inom samebyns område ligger Vadvetjåkka nationalpark.
Samebyn har omkring 100 renägande medlemmar. Antalet renar är oklart, men har i en statligt utredning 1965 angetts till omkring 8 000 Talmas samebys traditionella renbetesområde sträcker sig även in i Norge, mot Atlantkusten. Dessa områden blev dock inte längre tillgängliga enligt överenskommelser mellan de svenska och norska staterna, senast i 1972 års svensk-norska renbeteskonvention.
Talma sameby är i huvudsak ett väglöst land. Från Laimoluokta går en drygt 20 kilometer lång väg mot sydöst, via Kattuvuorma till Salmi, men denna har ingen förbindelse med det nationella vägnätet. Vägen kallas även Talmavägen och kom till i början på 1950-talet och det var meningen att vägen skulle förenas med Kurravaravägen, men så blev det inte.  En svensk dokumentärfilm, Vägen till ingenstans  premiärvisades  11 oktober 2024 som gjorts av fotografen/regisören Johan Palmgren. Filmen skildrar människorna längs vägsträckan och visades även på SVT2, 30 december 2024.
Johan Turi med familj kom på 1850-talet från Kautokeino till Suontuvaara och därefter till Jukkasjärvi. Turi slog sig ned i Talma sameby och hade sitt sommarviste i Láimoluokta. Johan Turi samarbetade med Emelie Demant Hatt i att skriva och ge ut den första boken på nordsamiska 1910. Han introducerade henne att bo i Láimoluokta hos sin äldre bror ett antal sommarmånader 1908 och under en tid kortare tid efterföljande vinter för att hämta kunskap om samernas liv i renskötseln. Detta resulterade i en serie målningar samt underlag till boken Med Lapparne  i Högfjellet som kom ut 1913.
Ordförande i Talma sameby är Jåvna (Lars Jon) Allas.